# Зајечарска пивара
Зајечарска пивара је једна од најстаријих у Србији. Иако је у њој пиво почело да се производи још давне 1875. године, за званични почетак пословања узима се 1895. година, када је у њој почела индустријска производња пива.

## Настанак и развој
Године 1875. у извештају начелника среза зајечарског упућеном министру унутрашњих дела Србије стоји: „Прошле године пивар овдашњи произвео 2.000 акова пива, које се у самом народу знатно троши”. Ово је први писани траг о производњи пива у Зајечару.
Година 1895. сматра се тачном годином оснивања фабрике пива „7. септембар“ када је почела и прва индустријска производња овог напитка. Фабрика пива „7. септембар“ касније ће мењати назив, а тада су је основали тадашњи зајечарски инвеститори као акционарско друштво 1907. године акционарско друштво проширује делатност и прераста у Зајечарско индустријско удружење — акционарска пивара. У оквиру Зајечарског индустријског удружења било је укупно 59 акционара и то 53 из Зајечара и 6 из Београда. Занимљиво је то да је од оснивања пиваре па до постојања удружења, основни капитал остао исти, нове акције нису издаване.
Период од 1910. године до 1921. године представља период техничко — технолошке револуције у развоју пиваре, будући да је набавком мање парне машине и генератора за струју избачен ручни начин производње пива. За потребе сладаре набављена је сушара, која је сушила помоћу паре из централног котла. У подруму, сладовина и пиво су хлађени помоћу амонијачких компресора, док се хлађење помоћу леда коначно избацује из употребе.
За време Другог светског рата пивара је производила скоро све време, иако је била у поседу Немаца. До прекида у производњи пива је дошло 6. септембра 1944. године када је почела борба за ослобођење Зајечара. Повлачећи се из Зајечара немачка војска је опљачкала сву залиху пива из пиваре у количини од 313 хектолитара. Нормалан рад пиваре успостављен је јуна 1945. године — од тада до данас није било више ниједног прекида у производњи.
Након Другог светског рата у тадашњој Југославији почиње период самоуправљања, а априла 1950. године на скупу свих радника, извршена је и свечана предаја пиваре радницима на управљање. Од 1952. године пивара се издваја из градског прехрамбеног предузећа и почиње да послује као самостално предузеће, под називом „Парна пивара 7. септембар“. Период рада фабрике од 1965. до 1971. године обележила су највећа и најзначајнија улагања у модернизацију и проширење капацитета. До 1970. године заокружени су капацитети у варионици и подруму, као и у енергетици. Исте године, завршени су и грађевински радови на изградњи нове флашаре. 25. априла 1971. године почиње да ради прва аутоматска линија за отакање пива капацитета 32.000 боца на час.

## Новије време
Током 1997—2004. производи се пиво Никола Пашић, затим црно пиво Регент, светли радлер (светло пиво — лимун) и тамни радлер (тамно пиво — кола). 1995. године почиње да се производи лако пиво типа пилс под називом PILSNER, које касније добија назив PilsPlus зајечарско светло пиво пријатне горчине и специфичне ароме. Зајечарска пивара постаје део Анадолу Ефес групе и мења назив у „Ефес Зајечар пивара” у којој се производи Ефес пиво. Октобра 2008. године постаје део Хејнекен групе, једне од водећих светских пивских индустрија, и пивара још једном мења назив у „Уједињене српске пиваре Зајечарско А.Д.”. Поред Зајечарског пива, и други брендови пива се производе у Зајечару као што су ПилсПлус и ПилсПлус Радлер. Извршена су значајна улагања у осавремењивање погона фабрике, али и амбалаже, што је резултовало врхунским квалитетом робних марки које се производе у овој пивари. Као једна од пивара чланица Хејнекен групе, заједно са пиваром у Новом Саду, пивара у Зајечару, поштује највише стандарде у процесу производње пива. У складу с тим, поседује најзначајније међународне сертификате квалитета, пословања, производње, организације и заштите животне средине као што су ИСО 9001, ИСО 14000, ОХСАС 18000, ИСО 22000, затим САП (ХеиЦОРЕ), системи праћења и извештавања резултата рада и многе друге. Поред ИСО стандарда за квалитет, компанија Хејнекен у Србији у својој пивари такође користи систем управљања за безбедност производа базиран на анализи ризика и критичних контролних тачака.

## Типови Зајечарског пива
Постоји више типова Зајечарског пива: светло, нископастеризовано, тамно и пшенично.

## Процес производње Зајечарског светлог пива
Основне сировине које се користе у процесу производње пива су јечам, хмељ, вода и квасац. Јечам је главна сировина за производњу пива, а Зајечарско пиво се производи од светлог јечма са сладним укусом. Хмељ је одговоран за горак укус и служи да избалансира сладак укус у пиву. Пиво садржи скоро 95 одсто воде, а вода од које се производи Зајечарско потпуно је природна и хемијски нетретирана, јер потиче из бунара са 170 метара дубине. Квасац као сировина која је жив организам, користи се да претвори шећере из слада преко ћелијског зида у алкохол у процесу ферментације.
Постоји шест главних корака у производњи Зајечарског пива. Први корак је млевење слада а након тога следи кување. Производ који настане се зове сладовина. Након кувања, сладовина се бистри а затим хлади да би се припремила за ферментацију, односно врење. Ферментација траје око недељу дана. Производ који настане се зове младо пиво, јер још увек нема укус какав би пиво требало да има. Одлежавање је четврти корак у производњи пива како би укус пива сазрео и како би се пиво избистрило. Овај процес траје око две недеље, након тога производ је добар за пиће и зове се зрело пиво. Следећи корак је филтрација, који побољшава изглед пива јер уклања заостали квасац и протеине, због којих је пиво мутно. Филтрирано пиво је спремно за пуњење у боце, лименке или бурад. Последњи корак у процесу производње је паковање. Филтрирано пиво се пастеризује и такво се отаче у чисту стаклену амбалажу. Пастеризација пива врши се у циљу побољшања микробиолошке стабилности и продужења рока трајања. Прво се пиво пакује у боце, лименке или бурад, а након тога у гајбе, картонске кутије или тацне.

### Процес производње Зајечарског нископастеризованог пива
Процес производње је исти као и код Зајечарског светлог пива, односно класичног пива. Једина разлика је у степену пастеризације. Карактеристика нископастеризованог пива је да је оно слабопастеризовано и због тога задржава већу свежину укуса као непастеризована пива и пива на точење.

## Паковања Зајечарског пива
Зајечарско пиво се пуни и пакује у пет различитих паковања. Светло пиво постоји у стакленој повратној боци 0,5 литара, стакленој неповратној боци 0,33 литара, постоји лименка 0,5 литара и пластичној амбалажи од 2 литре. Зајечарско нископастеризовано се пакује у стаклену повратну боцу од 0,5 литара.